# Lignes de vie (film, 2010)
Pour les articles homonymes, voir Lignes de vie.
Pour plus de détails, voir Fiche technique et Distribution.
Lignes de vie est un long métrage français réalisé par Alain Mazars, sorti en 2010.

## Synopsis
Dans une forêt située aux confins du Laos et du Myanmar, Georges, un voyageur eurasien, rencontre Nok, la fille d’un chaman. Guidé par Nok qui lui transmet les enseignements de son père mystérieusement disparu, Georges chemine de village en village pour secourir les paysans malades et les moribonds, jusqu’au jour où le tandem guérisseur doit affronter un criminel qui tue les voyageurs qu'il rencontre.

## Fiche technique
- Titre : Lignes de vie
- Scénario, réalisation, image et montage : Alain Mazars
- Pays d'origine :  France
- Genre : drame
- Durée : 75 minutes

## Distinction
- 2010 : Sélection du Festival du Nouveau Cinéma de Montréal